# 2008 في البرازيل
فيما يلي قوائم الأحداث التي وقعت خلال عام 2008 في البرازيل.

## رياضة
- 1 يناير – الدوري البرازيلي لكرة القدم 2008
- 2 نوفمبر – جائزة البرازيل الكبرى 2008 الفائز فيليبي ماسا.

## ظهور
- 1 يناير – الرابح يبقى وحيدا رواية من تأليف باولو كويلو.

## أفلام
من الأفلام التي صدرت هذه السنة في البرازيل:
- 1 يناير – العمى من إخراج فرناندو ميريليس.

## كتب
من الكتب التي صدرت هذه السنة في البرازيل:
- 1 يناير – الرابح يبقى وحيدا من تأليف باولو كويلو.

## وفيات

### يناير
- 22 يناير – دورا بريا (مواليد 1958)[1]

### مايو
- 1 مايو – باولو أمارال (مواليد 1923) لاعب ومدرب كرة قدم برازيلي.

### يونيو
- 24 يونيو – روث كاردوسو (مواليد 1930)[2]

### أكتوبر
- 8 أكتوبر – تشيكاو (مواليد 1949)